# منتوحتب الثالث
منتحوتب الثالث كان فرعون مصري من الأسرة الحادية عشرة خلال المملكة الوسطى.

## النشأة
إشترك منتوحتب الثالث في الحروب والغزوات التي شنها والده على ملوك هيراكليوبوليس إذ نشاهده في منظر من مناظر معبد الدير البحرى. مرسوما خلف والده مباشرة بوصفه ابن الملك ويظهر في ملابسه الحربية ويحمل بلطة وقوس.

## أسماؤه
على أثر وفاة والده تقلد الألقاب الفرعونية المعتادة مسميا نفسه خور - سعنخ تاوى -أف (الذي يجعل أرضيه تحييان وصاحب الإلهتين) و(سعنخ تاوى إف) واسم حور الذهبى: حتب السلام ملك الوجة القبلى والبحرى. سخنع كا رع بمعنى (الذي يجعل روح رع تعيش). ابن الشمس منو حتب وفي القرون التالية كان اسمه ذائع الصيت فنجده في نقوش الكرنك يسمى (الإله الطيب رب الأرضين وسيد القربان سعنخ كا رع) المبرئ.
وقد ذكرت هذة التسمية بعد ذكر اسم نب حتب رع مباشرة وقد ظهر إسمه كذلك على لوحة (يتيزى)التي عثر عليها في مقبرته في سقارة.

## سنوات حكمه
بردية تورين تنص على أنه حكم إثنتا عشرة سنة وقد كانت أعوام سلام وهدوء إذ كان قد إنقضى على السنين الأولى المملوءة بالثورات والعصيان من حكم والده نب حتب رع جيل وخلفها عهد سكينة وإستقرار إستمتع به سعنخ كا رع

## أعماله
أقام معبد في الفنتين (أسوان) واقام بعض المبانى في أرمنت وفي الطود بنى جزئا كبيرا في معبدها وفي الكرنك عثر على جزء من تمثال صغير من المرمر له.

## آثاره
بقى لنا عدد محدود من الآثار الصغيرة التي تحمل أسمه ففى سقارة عثر له على تمثال محفوظ الآن في متحف اللوفر ويقال إن له كذلك خاتما من الذهب نقش عليه (ملك الوجة القبلى والوجة البحرى )سعنخ كا رع محبوب (منتو) رب طيبة وعثر على خرزة كرية الشكل لونها أزرق قاتم تحمل اسمه أما معبد الفرعون فكان يتألف من جدار رخيص ملتو بنى من اللبن .

## قراءات إضافية
- W. Grajetzki, The Middle Kingdom of Ancient Egypt: History,Archaeology and Society, Duckworth, London 2006 ISBN 0-7156-3435-6, 23-25

## وصلات خارجية
- Mentuhotep III